# Masahiro Okamoto
Masahiro Okamoto (jap. 岡本 昌弘, Okamoto Masahiro; * 17. Mai 1983 in Chiba) ist ein ehemaliger japanischer Fußballtorhüter.

## Karriere

### Verein
Okamoto spielte seit 1996 für den JEF United Ichihara (heute: JEF United Chiba) und gehörte seit 2002 zum Profikader. Für JEF stand er 244-mal im Tor. Die Saison 2018 und 2019 wurde er an den Zweitligisten Ehime FC ausgeliehen. Für den Club aus Matsuyama absolvierte er 84 Zweitligaspiele. Nach der Ausleihe wurde er von Ehime Anfang 2020 fest verpflichtet. 2021 belegte er mit Ehime den 20. Tabellenplatz und stieg in die dritte Liga ab. Nach dem Abstieg verließ er den Verein und schloss sich Anfang Januar 2022 dem Erstligisten Sagan Tosu an. Am Ende der Saison 2024 belegte er mit Sagan Tosu den letzten Tabellenplatz und musste somit in die zweite Liga absteigen. Nach dem Abstieg beendete er im Januar 2025 seine Karriere als Fußballspieler.

### Nationalmannschaft
Mit der japanischen Nationalmannschaft qualifizierte er sich für die Junioren-Fußballweltmeisterschaft 2003.

## Erfolge
JEF United Chiba
- Japanischer Ligapokalsieger: 2005, 2006